# Takano Sujū
Takano Sujū (japanisch 高野 素十; * 3. März 1893 in Sannō; † 4. Oktober 1976), eigentlich Takano Yoshimi (高野 与巳), war ein japanischer Haiku-Dichter und Doktor der Medizin. Gemeinsam mit Yamaguchi Seishi, Mizuhara Shūōshi und Awano Seiho gehörte er zu den sogenannten „vier S“ der Haiku-Zeitschrift Hototogisu.

## Leben
Takano Sujū wurde im Dorf Sannō, Landkreis Kitasōma, Präfektur Ibaraki (heute der Stadtteil Kasumi (神住) der Stadt Toride) geboren.
Nach dem Besuch der Mittelschule Nagaoka (heute: Niigata-Präfekturoberschule Nagaoka, 新潟県立長岡高等学校, Niigata-kenritsu Nagaoka kōtō gakkō) und der Ersten Oberschule in Tōkyō (第一高等学校, Dai-ichi kōtō gakkō) begann er ein Studium an der medizinischen Fakultät der Kaiserlichen Universität Tōkyō. Er spezialisierte sich auf Gerichtsmedizin und besuchte das Seminar für Serologie und Chemie. Einer der Semesterälteren desselben Seminars war Mizuhara Shūōshi. Dieser war es, der Sujū veranlasste, Haiku zu schreiben. In den Baseball-Wettkämpfen an der medizinischen Fakultät spielten die beiden stets in der Kombination, dass Sujū die Position des Werfers und Shūōshi die Position des Fängers belegte.
1918 beendete Sujū das Studium. 
1923 beteiligte er sich an der Haiku-Zeitschrift Hototogisu und wurde Schüler von deren Herausgeber Takahama Kyoshi. Um sich auf dem Gebiet der Serologie weiter fortzubilden, unternahm er eine Studienreise nach Deutschland. Nach seiner Rückkehr wurde er Professor an der damaligen medizinischen Universität Niigata (der heutigen medizinischen Fakultät der Universität Niigata entsprechend). Später wurde er Präsident der Universität. 1953, im Alter von 60 Jahren, trat er von dem Amt zurück und gründete in demselben Jahr die Haiku-Zeitschrift Seri (芹, dt. „Brunnenkresse“), deren Leitung er übernahm. Danach war er bis zum Jahre 1960 als Professor für Gerichtsmedizin an der medizinischen Universität der Präfektur Nara tätig.
1976 verstarb Takano Sujū im Alter von 83 Jahren. Seine letzte Ruhe fand er im Jin’ya-Tempel (Jin’ya-ji), Kimitsu, Präfektur Chiba.

## Kritik
Der literarische Stil der Haiku Sujūs richtete sich nach dem von Takahama Kyoshi aufgestellten Prinzip Kyakkan-shasei (客観写生, dt. „objektive Skizze nach der Natur“, „objektive Naturbeschreibung“). Die von ihm angewandte, durchgehend sachliche und objektive Naturbeschreibung wurde als „Schule der reinen Naturbeschreibung“ (純写生派, junshaseiha) bezeichnet. Seine Stärke lag besonders in der Beschreibung unmittelbarer, nahegelegener Szenen. Shūōshi sah in ihm einen Rivalen. Beider gemeinsamer Lehrer Takahama Kyoshi stand Sujū positiv, Shūōshi jedoch negativ gegenüber. Das führte dazu, dass Shūōshi die Haiku Sujūs besonders kritisch bewertete.

## Werke
- Hatsugarasu (初鴉). Seishidō, Tōkyō 1947.
- Seppen (雪片). Shorin Shinkōchō, Tōkyō 1952.
- Nohana shū (野花集). Shinkōchō, Tōkyō 1953.
- Sujū zenshū (素十全集). Meiji Shoin, Tōkyō 1970–1971.